# Спартаковский переулок (Москва)
Спарта́ковский переу́лок — улица в Басманном районе Москвы, участок Третьего транспортного кольца между Спартаковской площадью и улицей Фридриха Энгельса.

## Происхождение названия
Известен с первой половины XIX века как Большой Гавриков переулок — по фамилии домовладельца. Переименован в 1919 году вместе с ближними Гавриковой площадью и Елоховской улицей в Спартаковский переулок — по немецкой революционной организации «Спартак», созданной в 1916 году и позже ставшей ядром Коммунистической партии Германии.

## История
Спартаковский переулок ранее проходил от Московско-Казанской железной дороги на юго-восток, пересекал Спартаковскую площадь, далее пересекал Бакунинскую улицу и заканчивался пересечением с улицей Фридриха Энгельса. После строительства Третьего транспортного кольца и значительной перепланировки улиц его место заняла увеличенная Гаврикова улица, а переулок фактически занял место бывшего 3-го Переведенского переулка.

## Описание
В настоящее время основная часть Спартаковского переулка фактически стала участком и дублёром Третьего транспортного кольца, продолжая Гаврикову улицу на юго-восток.
Спартаковский переулок начинается тупиком на западе от Спартаковской площади вблизи от Бауманской улицы, выходит на Спартаковскую площадь напротив Переведеновского переулка, проходит на юго-восток, пересекает Бакунинскую улицу и заканчивается на пересечении с улицей Фридриха Энгельса и Малого Гаврикова переулка.

## Здания и сооружения

### По чётной стороне
- № 2, стр. 1,  памятник архитектуры (заявленный) — здание зернохранилища при Московско-Казанской железной дороге, станция Москва-Товарная) (1893, архитектор И. С. Епашников).
  - № 2, стр. 9 — деревянная сторожка (1910-е).
  - № 2, стр. 6 — деревянный жилой дом в два подъезда (1895) (снесён).
  - № 2, стр. 2, 3, 4, 7, 10 — общежития для рабочих Московской железной дороги (1920-е — 1950-е). Строения 3 и 4 снесены под строительство (разрешённая высота новой застройки — 35 метров).
- № 26, стр. 5 — Центроргтрудавтотранс.